# Шарль Фуке
Шарль-Луїс-Огюст Фуке (Charles Louis Auguste Fouquet, 22 вересня 1684 — 26 січня 1761) — французький аристократ, 1-й герцог Бель-Іль, маршал і пер Франції, державний діяч часів правлення Людовика XV.

## Життєпис
Походив з відомої родини Фуке. Син Луї Фуке, маркіза Бель-Іля. Шарль Фуке був онуком відомого державного діяча Ніколя Фуке. Отримав гарну освіту. Обрав для себе кар'єру військового. Вперше відзначився під час Війни за іспанську спадщину. У 1705 році вже очолив драгунський полк. У 1706 році брав участь у битві при Турині, звитяжив при обороні Лілля у 1708 році. 
У 1714 році був серед учасників укладання Раштаттського миру , після цього призначається губернатором Унінгу.
Потім проявив себе під час Війни четверного альянсу (1717–1720), зокрема під Фуентерабіа у 1718 році та при захопленні Сан-Себастьяна у 1719 році.
У 1727 році призначається губернатором Меца, Туля і Вердена (залишався на цій посаді до самої смерті), у 1732 році отримує звання генерал-лейтенанта. Звитяжно воює під орудою Джеймса Фіцджеймса під Війни за польську спадщину (1733–1734).
У 1735 році виконував дипломатичне доручення у Відні. Завдяки його вправним діям у 1736 році було укладено перемир'я, а у 1738 році Віденський мир, згідно з яким Франція отримала герцогства Бар і Лотарингію.
У 1740 році стає маршалом Франції. Того ж року виступив за підтримку претензій Карла Вітельсбаха, що спричинило війну за австрійський спадок. У 1741 році під час виборів на рейхстазі сприяв обранню Вітельсбаха імператором Священної Римської імперії. Того ж року зайняв Прагу, але невдовзі, не маючи військової підтримку, вимушений був відступити під тиском австрійських військ. У 1742 році представляв Францію під час коронації імператора Карла VII Вітельсбаха. Того ж року відважно воював під Егером. За це отримав титул герцога Бель-Іля.
у 1744 році відбув для перемовин з Фрідрихом II, курфюрстом Прусії. проте по дорозі до Берліна потрапляє у полон. Шарля Фуке було відправлено до Великої Британії, звільнився з полону лише у 1745 році.
У 1746 році з успіхом захищав Дофіне та Прованс від австро-сардинських військ, зумівши навіть перенести війну до П'ємонту. За це у 1748 році отримав титул пера Франції. Незабаром стає кавалером ордену Святого Духа.
У 1749 році обирається до Французької академії. У 1756 році призначається державним міністром, а у 1758 році державним секретарем військового департаменту. на цій посаді перебував до самої смерті у 1761 році. Під час своєї каденції провів низку реформ, спрямованих перш за все на зміцнення та підвищення якості й професіоналізму офіцерського корпусу. Під час Семирічної війни намагався фінансово й матеріально забезпечити французьку армію. Після численних поразок спрямував графа Сен-Жермена до Гааги з метою розпочати перемовини стосовно укладання миру.

## Меценатство
Як губернатор  Мецу був ініціатором й спонсором Королівського товариства наук і мистецтв міста Мец. Підтримував будівництво абатства Святого Глосінде, церкви святих Симона і Юди (1737–1740 роки), готеля Опікунів, Оперного театру (1738–1752 роки), площі Зброї.

## Родина
1. Дружина — Генрієта Франсуаза де Дюрфо
Дітей не було
2. Дружина — Марія-Казимира-Тереза-Женев'єва-Еммануель де Бетюн
Діти:
- Луї-Марі (1732–1756)